# 루이놀타

Spir에 본 루이놀타

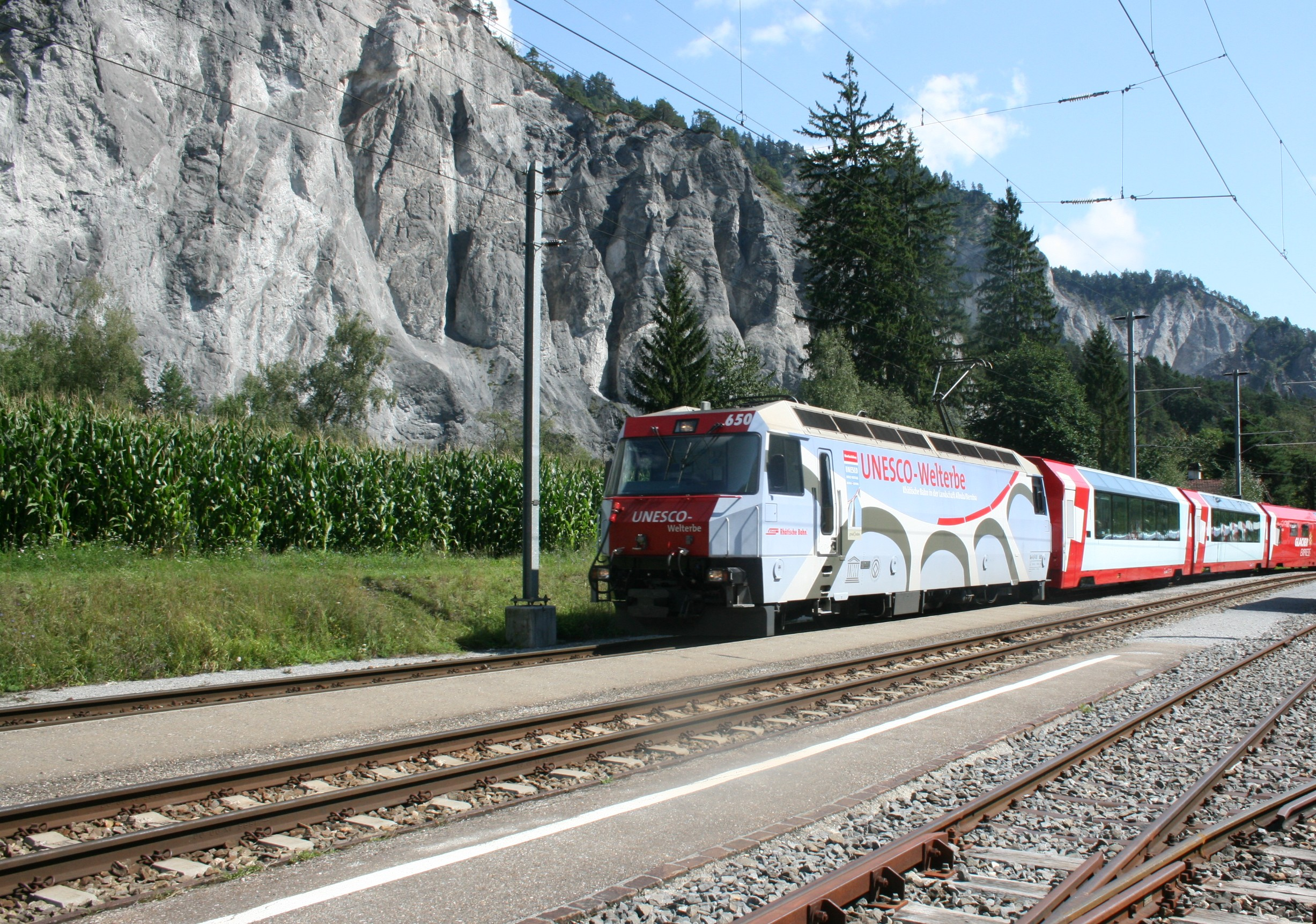
라인협곡의 빙하특급

루이놀타(Ruinaulta)는 스위스 동부 그리종주의 라이헤나우에서 힌터라인강과 합류하는 상류의 플림스 암반산사태 잔해에서 일란츠/글리온과 라이헤나우에 의해 포더라인강에 의해 생성된 협곡이다. 이곳은 종종 라인 협곡으로 알려져 있거나 때로는 다소 아이러니하게도 스위스 그랜드 캐년이라고 불린다. 수백 미터 높이의 절벽으로 보호되는 이 지역은 숲과 야생 동물의 안식처이자 래프팅으로 유명한 곳이다.
협곡은 도로로 접근할 수 없지만, 디젠티스에서 래티셰 철도로 가는 쿠어 노선을 지나게 된다. 계곡 내에 있는 발렌다스-사곤, 베르삼-사피엔 및 트린역에서 접근할 수 있다.